# 1 Batalion Celny

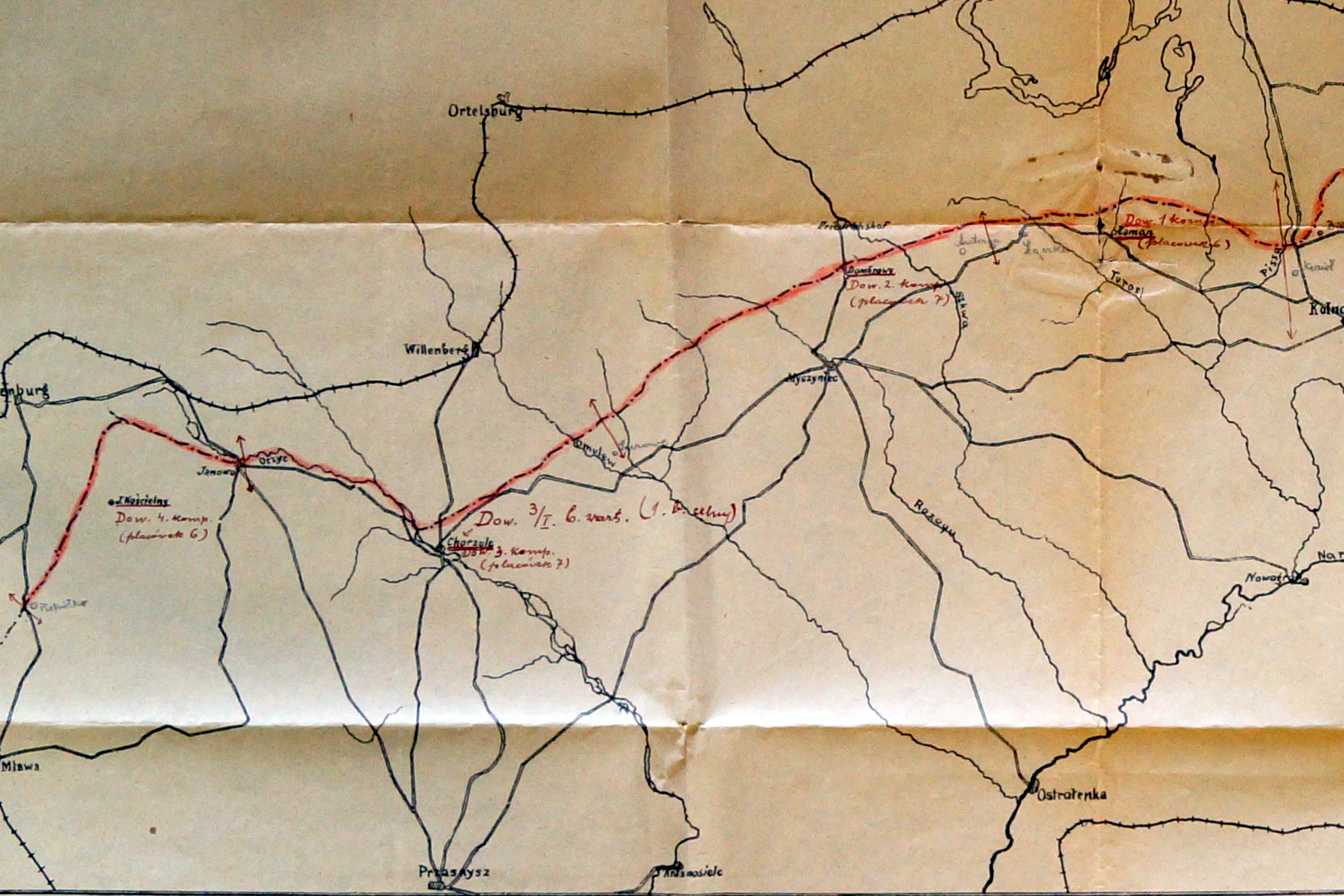
Szkic rozmieszczenia pododdziałów
1 batalionu celnego w 1921

1 Batalion Celny – jednostka organizacyjna formacji granicznych II Rzeczypospolitej.

## Formowanie i zmiany organizacyjne
Na podstawie rozkazu Ministra Spraw Wojskowych nr 3046/Org z dnia 24 marca 1921 w miejsce batalionów wartowniczych i batalionów etapowych utworzone zostały bataliony celne. 1 batalion celny powstał na terenie  Okręgu Generalnego Warszawa na bazie 3/I batalionu wartowniczego. Etat batalionu wynosił 14 oficerów i 600 szeregowych. Podlegał Komendzie Głównej Batalionów Celnych, a pod względem politycznym Ministrowi Spraw Wewnętrznych
Mimo że batalion był w całym tego słowa znaczeniu oddziałem wojskowym, nie wchodził on w skład pokojowego etatu armii. Uniemożliwiało to uzupełnianie z normalnego poboru rekruta. Ministerstwo Spraw Wojskowych zarówno przy ich formowaniu, jak i uzupełnianiu przydzielało mu często żołnierzy podlegających zwolnieniu, oficerów rezerwy oraz szeregowców i oficerów zakwalifikowanych przez dowództwa okręgów generalnych jako nie nadających się do dalszej służby wojskowej. Po sformowaniu dowództwo batalionu stacjonowało w Chorzelach. Swoje kompanie batalion rozmieścił  w Lemanie, Dąbrowach, Chrzelach i Janowcu Kościelnym.
W sierpniu 1921 21 batalion celny został zluzowany przez Straż Celną i niedługo potem rozformowany.  1 i 2 kompania celna rozformowanego batalionu odeszła do 20 batalionu celnego, 3 kompania celna podporządkowana została 1 batalionowi celnemu,  a 4 kc 2 batalionowi celnemu.
W listopadzie 1921 Ministerstwo Spraw Wewnętrznych postanowiło powołać brygady celne. 1 batalion celny wszedł w strukturę 1 Brygady Celnej. 
Późną jesienią 1921 1 batalion celny przekazał swój odcinek graniczny nowo powstałemu Inspektoratowi Straży Celnej „Chorzele”.
Rozporządzeniem MSWewn. z 21 grudnia 1921 zmieniono dotychczasowe ustalenia związane z przegrupowaniem batalionu na granicę wschodnią i po załadowaniu na stacji Raszujka, 27 grudnia batalion miał udać się nie do Lidy a do Mikaszewicz. 
W styczniu dowództwo batalionu przemieściło się do Korotycz, a kompanie odpowiednio do Korotycz, Kormy, Maleszewa i Radziwiłowicz. 
Z dniem 30 lipca 1922 o godzinie 12:00 batalion miał być zluzowany i na tym odcinku zakończyć służbę graniczną . Został zluzowany jesienią 1922  przez 19 batalion celny i przeszedł do odwodu celem gruntownego przeszkolenia i zdyscyplinowania . Po przeszkoleniu przedyslokowany został do Łachwy.
Wykonując postanowienia uchwały Rady Ministrów z 23 maja 1922, Minister Spraw Wewnętrznych rozkazem z 9 listopada 1922 zmienił nazwę „Baony Celne” na „Straż Graniczna”. Wprowadził jednocześnie w formacji nową organizację wewnętrzną. 1 batalion celny przemianowany został na 1 batalion Straży Granicznej.

## Służba celna
Odcinek batalionowy podzielony był na cztery pododcinki, które obsadzały kompanie wystawiające posterunki i patrole. Posterunki wystawiano wzdłuż linii granicznej w taki sposób, by mogły się nawzajem widzieć w dzień. W tym zakresie batalion współpracował z posterunkami i patrolami Policji Państwowej. Współpraca polegała na tym, że te pierwsze wystawiały wzdłuż linii granicznej stale posterunki i patrole, natomiast policja tworzyła je w głębi strefy, poza linią graniczną. W zakresie ochrony granicy batalion podlegał staroście.
Sąsiednie bataliony
2 batalion celny w Szczuczynie ⇔ 13 batalion celny w Lubawie – VI 1921

## Kadra batalionu
Dowódcy batalionu
| stopień    | imię i nazwisko        | okres pełnienia służby               | kolejne stanowisko      |
| ---------- | ---------------------- | ------------------------------------ | ----------------------- |
| mjr piech. | Julian Żaba            | VI – VII 1921                        | dowódca 4 baonu celnego |
| kpt.       | Tadeusz Radziewanowski | VII 1921                             |                         |
| mjr        | Henryk Więckowski      | VIII 1921 – XI1921 I – II i VII 1922 |                         |
| kpt.       | Józef Mellerowicz      | XII 1921                             |                         |
| por.       | Józef Lisewski p.o.    | III - VI 1922                        |                         |
| rtm. rez.  | Zenobiusz Kolago       | VIII 1922                            |                         |
| kpt. żand. | Stanisław Kohmann      | od 1 IX 1922                         |                         |

## Struktura organizacyjna
| Ordre de Bataille 1 batalionu celnego w Chorzelach na dzień 1 czerwca 1921 | Ordre de Bataille 1 batalionu celnego w Chorzelach na dzień 1 czerwca 1921 | Ordre de Bataille 1 batalionu celnego w Chorzelach na dzień 1 czerwca 1921 | Ordre de Bataille 1 batalionu celnego w Chorzelach na dzień 1 czerwca 1921 | Ordre de Bataille 1 batalionu celnego w Chorzelach na dzień 1 czerwca 1921 |
| kompanie                                                                   | 1. Leman                                                                   | 2. Dąbrowy                                                                 | 3. Chorzele                                                                | 4. Janowiec                                                                |
| -------------------------------------------------------------------------- | -------------------------------------------------------------------------- | -------------------------------------------------------------------------- | -------------------------------------------------------------------------- | -------------------------------------------------------------------------- |
| dowódcy                                                                    | por. Włodzimierz Papiz                                                     | kpt. Tadeusz Radziewanowski                                                | por. Ignacy Pańcewicz                                                      | por. Jan Buczyński                                                         |
| placówki                                                                   | Leman                                                                      | Antonia                                                                    | Zaręby I                                                                   | Gewarty                                                                    |
| placówki                                                                   | Kozioł                                                                     | Dąbrowy                                                                    | Zaręby II                                                                  | Smolany                                                                    |
| placówki                                                                   | Łacha                                                                      | Łosicha                                                                    | Kopiejka                                                                   | Trząski                                                                    |
| placówki                                                                   | Zimna                                                                      | Pełty                                                                      | Chorzele                                                                   | Zdzięty                                                                    |
| placówki                                                                   | Leman                                                                      | Cyk                                                                        | Wasiły                                                                     | Leśniki                                                                    |
| placówki                                                                   | Łączki                                                                     | Ruchaje                                                                    | Wólka                                                                      | Gołębie                                                                    |
| placówki                                                                   | Antonia                                                                    | Surowe                                                                     | Ryki-Borkowo                                                               | Pepłówek                                                                   |
| placówki                                                                   | Warmiak                                                                    | Czarnia                                                                    | Janów                                                                      | Janowiec Kościelny                                                         |
| OdeB 1 batalionu celnego w Korotyczach na dzień 1 lutego 1922              |                                                                            |                                                                            |                                                                            |                                                                            |
| kompanie                                                                   | 1. Korotycze                                                               | 2. Korma                                                                   | 3. Maleszewo                                                               | 4. Radziwiłowicze                                                          |
| dowódcy                                                                    | ppor. Józef Kotarba                                                        | por. Józef Lissewski                                                       | por. Karol Klingenberg                                                     | por. Jan Buczyński                                                         |
| placówki                                                                   |                                                                            | ziemianka                                                                  | Prypeć                                                                     | Żugol                                                                      |
| placówki                                                                   |                                                                            | ziemianka                                                                  | Maleszewo I                                                                | Suchryn                                                                    |
| placówki                                                                   |                                                                            | ziemianka                                                                  | Maleszewo II                                                               | Sumita                                                                     |
| placówki                                                                   |                                                                            | ziemianka                                                                  | Maleszewo III                                                              | Obsycie                                                                    |
| placówki                                                                   |                                                                            | ziemianka                                                                  | Borsuki                                                                    | Dubno                                                                      |
| placówki                                                                   |                                                                            | ziemianka                                                                  | Łutki                                                                      | Polski Chutor                                                              |
| placówki                                                                   |                                                                            | ziemianka                                                                  | Lado                                                                       | Lesiczyn                                                                   |
| placówki                                                                   |                                                                            | Korma                                                                      | Bermy                                                                      | Kupicha                                                                    |
| placówki                                                                   |                                                                            | Rubryn                                                                     |                                                                            | Słoboda                                                                    |
| placówki                                                                   |                                                                            |                                                                            | Radziwiłowicze                                                             |                                                                            |
| OdeB 1 batalionu celnego w Korotyczach na dzień 1 września 1922            |                                                                            |                                                                            |                                                                            |                                                                            |
| kompanie                                                                   | 1. Korotycze                                                               | 2. Korma                                                                   | 3. Maleszewo                                                               | 4. Radziwiłowicze                                                          |
| dowódcy                                                                    | kpt. Piotr Kancewicz                                                       | por. Józef Lissewski                                                       | por. Marcin Nowicki                                                        | por. Stanisław Stefanowicz                                                 |
| placówki                                                                   | Smolarnia                                                                  | nr 1                                                                       | nr 0                                                                       | Suchryń                                                                    |
| placówki                                                                   | Żadzin                                                                     | nr 2                                                                       | nr 1                                                                       | Sumita                                                                     |
| placówki                                                                   | Wysoki Grodziec                                                            | nr 3                                                                       | nr 2                                                                       | Obszyc                                                                     |
| placówki                                                                   | Berny                                                                      | nr4                                                                        | nr 3                                                                       | Dubno                                                                      |
| placówki                                                                   | Lada                                                                       | nr 5                                                                       | nr 4                                                                       | Żukiewicze                                                                 |
| placówki                                                                   | Łutki                                                                      | nr 6                                                                       | oddział km                                                                 | Lesiczyn                                                                   |
| placówki                                                                   | Borsuki                                                                    | nr7                                                                        | sztab kc                                                                   | Kupiela                                                                    |
| placówki                                                                   | Łutki                                                                      | warta - sztab kc                                                           | odwód                                                                      | Słoboda                                                                    |
|                                                                            | oddział km                                                                 | sztab kc                                                                   |                                                                            | oddział km                                                                 |
| warta - sztab kc                                                           |                                                                            |                                                                            | warta - sztab kc                                                           |                                                                            |
| sztab kc                                                                   |                                                                            |                                                                            | sztab kc                                                                   |                                                                            |